# Sankt Ulrich im Mühlkreis
Sankt Ulrich im Mühlkreis è un comune austriaco di 637 abitanti nel distretto di Rohrbach, in Alta Austria.